# Avril et vous
Albums de Les Ogres de Barback
Les Ogres de Barback et la Fanfare du Belgistan Du simple au néant
Avril et vous est un album live des Ogres de Barback sorti en 2006.
Cet album live (Irfan/Barback éditions) fait suite au DVD 10 ans d'Ogres et de Barback enregistré avec la Fanfare du Belgistan ayant une ambiance nettement plus rock. Il se présente dans une pochette en carton verte illustrée par Aurélia dans le même style de graphisme que le précédent live.
Avril et vous (jeu de mots sur le titre d'une chanson Avril et toi) a été enregistré à l'EMB de Sannois (95), salle de prédilection des Ogres de Barback. Plus intimiste que le précédent live (un public d'environ 200 personnes/les quatre Ogres seuls sur scène), il comporte 17 titres :

## Titres
| No  | Titre                       | Durée |
| --- | --------------------------- | ----- |
| 1.  | Grand-père                  |       |
| 2.  | Au café du canal            |       |
| 3.  | Jésus                       |       |
| 4.  | Contes, vents et marées     |       |
| 5.  | Avril et toi                |       |
| 6.  | Vue d'ensemble              |       |
| 7.  | Tatie                       |       |
| 8.  | Pour me rendre à mon bureau |       |
| 9.  | Jérôme                      |       |
| 10. | Peuple du moment            |       |
| 11. | Le temps                    |       |
| 12. | Tout perdu                  |       |
| 13. | L'air bête                  |       |
| 14. | Monsieur perd ses copains   |       |
| 15. | La belle flambée            |       |
| 16. | Madame Solène s.v.p.        |       |
| 17. | Les amants sans nuits       |       |